# 上海东方交响乐团
上海东方交响乐团曾是上海的一所民营交响乐团，由音乐家许忠创办。
2006年10月，东方小交响乐团于上海市浦东新区成立，2011年4月更名为东方交响乐团。乐团为音乐总监负责制，许忠任乐团音乐总监。
编制的扩充，造成了乐团激烈的竞争和较大的资金缺口，乐团难以为继，演出越来越少。最终在2013年，乐团中止了已坚持6年的演出季。